# Néphélinite

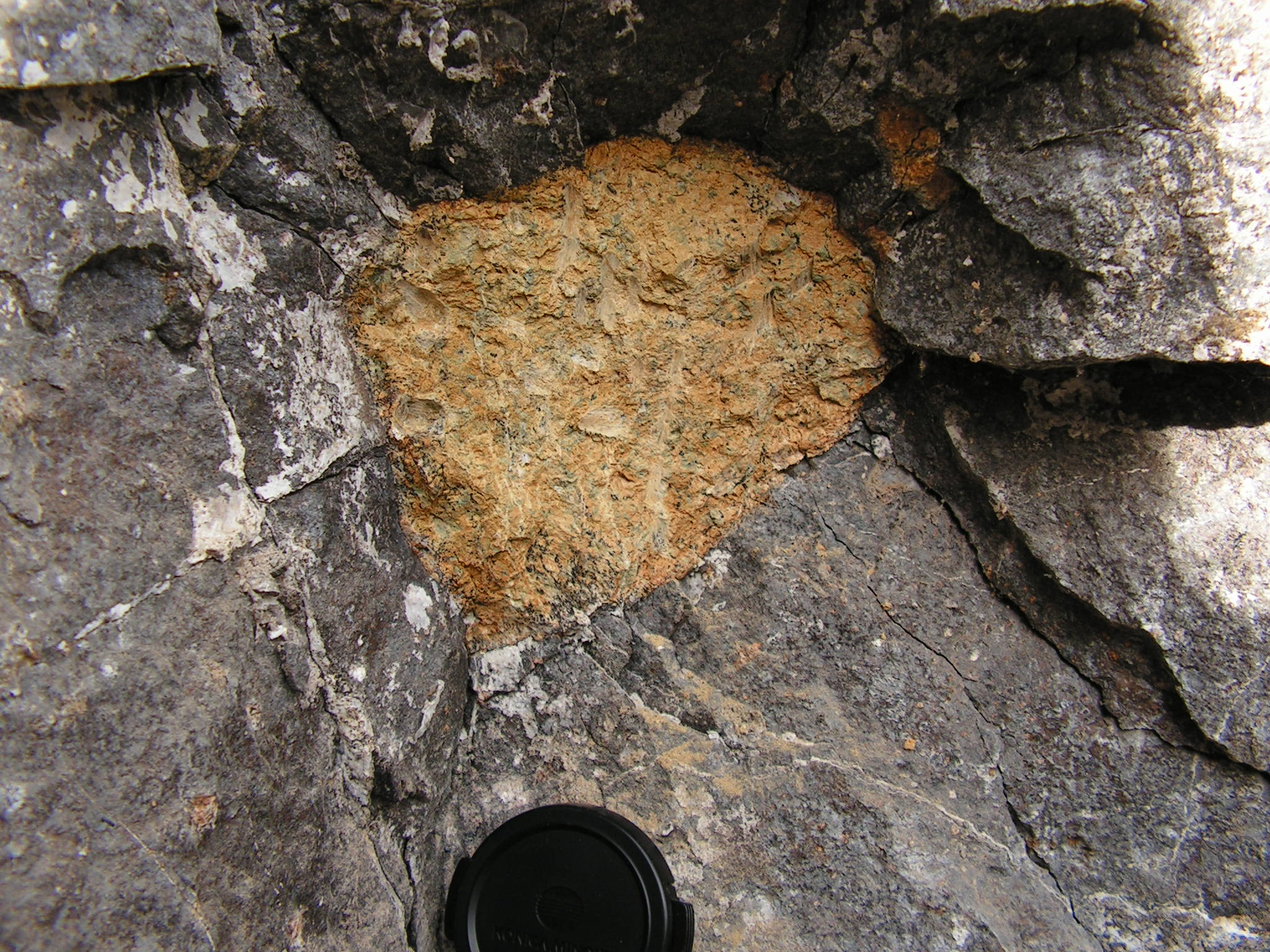
Lave néphélinite (grise) contenant une enclave de péridotite (jaune), Kaiserstuhl (Allemagne).

La néphélinite est une roche ignée à grains fins ou aphatiques composée presque entièrement de néphéline et de clinopyroxène (variété augite). Si l'olivine est présente, la roche peut être classée comme une néphélinite olivineuse. La néphélinite est de couleur foncée et peut ressembler à l'échantillon de basalte. Cependant, le basalte se compose principalement de clinopyroxène (augite) et de plagioclase calcique.